# Bothrops neuwiedi
Il ferro di lancia di Neuwied (Bothrops neuwiedi (Wagler, 1824)) è un serpente della famiglia Viperidae diffuso in Sud America.

## Descrizione
Sul dorso, di color bruno-grigio, si snodano delle grandi macchie scure di forma trapezoidale. Intercalate ad esse si aggiungono piccole macchie circolari. Lateralmente, in corrispondenza della livrea dorsale, si articola una serie di macchie dello stesso colore. Il ventre è rosato e maculato.

## Biologia
È una specie ovovivipara e si nutre principalmente di piccoli vertebrati come roditori e lucertole. È dotato di un veleno potenzialmente pericoloso per gli esseri umani.

## Distribuzione e habitat
Vive nelle foreste umide dal Rio Grande do Sul del Brasile fino a quelle dell'Uruguay.